# 武树华
武树华（1961年8月—），男，汉族，山东东平人，中华人民共和国政治人物，中国共产党党员，研究生学历。

## 人物经历
武树华自2007年12月起获得正县级干部待遇，2010年1月，出任中共莱芜高新区工委书记，
2015年6月，升任莱芜市人民政府副市长。在任期间，武树华主管莱芜市工业、信息产业、服务业、商务、安全生产、科技、地震、知识产权、市场监督管理、外事、侨务、民族宗教、对台事务、煤炭、电力、通信、石油、打私、盐业、邮政、会展等政府业务。主管市经济和信息化委、市服务业办、市商务局、市安监局、市科技局、市地震局、市知识产权局、市市场监管局、市外事侨务办、市民族宗教事务局、市台办、市煤炭局、莱芜会展中心。并负责联系市总工会、济南海关驻莱芜办事处、莱芜出入境检验检疫局、省以上驻莱企业、莱芜供电公司、移动通信莱芜分公司、联通莱芜市分公司、电信莱芜分公司、邮政莱芜分公司、铁塔莱芜市分公司、中石化莱芜分公司、市盐务局（盐业公司）、市邮政管理局等部门及企业。
2019年，中华人民共和国国务院同意撤销莱芜市建制，并将其全域并入济南市，武树华随即转任中共钢城区党委书记，成为钢城区并入济南后第一任区委书记。2021年7月，退居二线，不再担任中共济南市钢城区党委书记，转任济南市人民政府办公厅一级巡视员。